# Малое Протопопово
Ма́лое Протопо́пово — деревня в Мирненском сельском поселении Томского района Томской области.

## География

### Местоположение
Малое Протопопово располагается в 19 км на юго-восток от Томска на берегу реки Ушайки.

### Улицы
Улицы: Заречная, Кандык, Лесная, Луговая, Южная;
Переулки: Лесной, Солнечный;
Территория: Садово-дачное товарищество Дружба.

### Природа
Неподалёку от деревни находится памятник природы «Протопоповский припоселковый кедровник».

## Население
| 2002 | 2008 | 2009 | 2010 | 2011 | 2012 | 2013 |
| ---- | ---- | ---- | ---- | ---- | ---- | ---- |
| 32   | ↗43  | ↗45  | ↗48  | →48  | ↗53  | ↗57  |
| 2014 | 2015 | 2021 |      |      |      |      |
| ↗59  | →59  | ↗98  |      |      |      |      |

## Общественный транспорт
С Томском и близлежащими населёнными пунктами Томского района Малое Протопопово связывает автобусный маршрут № 510 (Томск (ОКБ) — Басандайка).

## Связь
Посёлок обслуживают два отделения Почты России, расположенные в соседних посёлках: Корнилове (территория садово-дачного товарищества Дружба, индекс — 634538) и Мирном (вся остальная территория, индекс — 634539).

## Окрестности
В окрестностях деревни регулярно проходят учебно-тренировочные сборы для школьников «Томская застава».